# Anjinhos

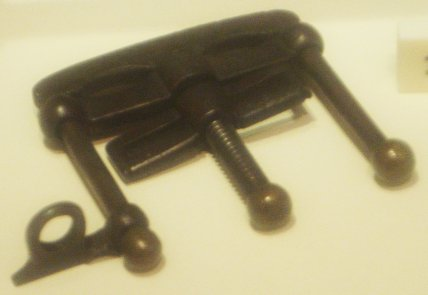
Exemplo de anjinhos escoceses

Anjinhos  (conhecidos descritivamente como "esmagador de polegares") são anéis de ferro com parafusos, por vezes presos a uma tábua, para apertar os polegares de pessoas interrogadas, sob expectativa de fazê-los confessar crimes. Por vezes tinham pinos salientes nas superfícies internas. Foram utilizados na Europa medieval e como instrumento de tortura durante a era da escravidão negra.
Um documento escocês de 1684 já mencionava a  "nova invenção" mas encontram-se referências ao dispositivo desde 1397. Parece ter sido introduzido na Escócia por Thomas Dalyell, que fora general do exército russo. De regresso à Escócia em 1660, alegadamente, trouxe de volta alguns exemplares russos com ele.
Apesar da sua simplicidade, foi uma das torturas mais terríveis.